# كيناز البروتين C
كيناز البروتين C أو كيناز البروتين سي (بالإنجليزية: Protein kinase C)‏ ويُدعى اختصارًا PKC، هي عائلة من إنزيمات كيناز البروتين والتي تُشارك في التحكم في وظيفة البروتينات الأخرى من خلال فسفرة مجموعات الهيدروكسيل في بقايا الأحماض الأمينية السيرين والثريونين في هذه البروتينات، أو أحد أعضاء هذه العائلة. تُنشط إنزيمات كيناز البروتين C بواسطة إشاراتٍ مثل زيادة تركيز ثنائي أسيل الغليسيرول أو أيونات الكالسيوم. أيضًا تلعب هذه الإنزيمات دورًا هامًا في عدة سلاسل من توصيل الإشارة.

## روابط خارجية
- protein+kinase+c في المكتبة الوطنية الأمريكية للطب نظام فهرسة المواضيع الطبية (MeSH).